# Álvaro Lozano
Álvaro Lozano Moncada (Cúcuta, 14 de mayo de 1964) fue un ciclista de ruta colombiano Campeón de Colombia en Ruta en 1983 y ganador de 2 ediciones de la Vuelta a Venezuela.

## Palmarés
| 1983 - Campeonato de Colombia en Ruta 1986 - Clasificación de Jóvenes del Clásico RCN - 3.º en la Vuelta a Cundinamarca 1989 - Clasificación de las Metas Volantes de la Vuelta a Colombia 1990 - Clasificación de los Esprints del Clásico RCN - 3.º en el Campeonato de Colombia en Ruta 1991 - Clasificación de la Combinada en la Vuelta a Portugal 1993 - Clásico Ciclístico Banfoandes 1994 - Clásico Ciclístico Banfoandes 1996 - 3.º en el Campeonato de Colombia en Ruta 1997 - Clásico Virgen de la Consolación de Táriba | 1998 - Clásico Virgen de la Consolación de Táriba - Vuelta a Venezuela, más 2 etapas - 2.º en la Vuelta al Táchira, más una etapa - Vuelta Internacional al Estado Trujillo - 3.º en la Vuelta a Costa Rica 2000 - Vuelta a Venezuela - 2.º en la Vuelta a Chiriquí - 2.º en la Vuelta a Costa Rica, más una etapa - 2.º en el Campeonato de Colombia de Ciclismo Contrarreloj - 3.º en el Campeonato de Colombia de Ciclismo en Ruta 2001 - 3.º en la Vuelta a Guatemala, más dos etapas - 2 etapas de la Vuelta a Costa Rica 2002 - 1 etapa de la Vuelta a Venezuela - 1 etapa de la Vuelta a Costa Rica 2004 - 1 etapa del Clásico RCN |

## Resultados en las grandes vueltas
| Carrera         | 1987 | 1988 | 1989 | 1990 | 1991 | 1992 | 1993 | 1994 | 1995 | 1996 | 1997 | 1998 | 1999 | 2000 |
| Tour de Francia | -    | -    | -    | -    | -    | -    | -    | -    | -    | -    | -    | -    | -    | -    |
| Giro de Italia  | -    | -    | -    | -    | 50.º | -    | -    | -    | -    | -    | 50.º | -    | -    | -    |
| Vuelta a España | -    | 55.º | -    | 60.º | -    | -    | -    | -    | -    | -    | -    | -    | -    | -    |

## Equipos
- Cafam (1987)
- Pony Malta - Avianca (1988-1991)
- Pinturas Rust Oleum (1992)
- Manzana Postóbon (1995-1996)
- Kross - Montanari - Selle Italia (1997)
- Kross - Selle Italia (1998)
- Sella Italia - W52 - Lotería Bono del Ciclismo (1999)
- Café de Costa Rica - Pizza Hut (1999 de 17-12 hasta 29-12)
- Aguardiente Néctar - Selle Italia (2000 hasta 31-03)
- Café de Costa Rica - Pizza Hut (2000 de 18-11 hasta 28-11 y de 17-12 hasta 29-12)
- Selle Italia - Pacific (2001)
- Gobernación del Zulia - Alcaldía de Cabimas (2001 de 26-09 hasta 07-10)
- Café de Costa Rica - Pizza Hut (2001 de 18-12 hasta 29-12)
- Colombia - Selle Italia (2002)
- Gobernación del Zulia - Alcaldía de Cabimas (2002)
- Pizza Hut - Café de Costa Rica (2002 de 17-12 hasta 29-12)
- Gobernación del Zulia - Alcaldía de Cabimas (2003 de 08-09 hasta 21-09)
- Pizza Hut - Bancredito (2003 de 17-12 hasta 29-12)
- Colombia - Selle Italia (2004)
- Gobernación del Zulia - Alcaldía de Cabimas (2004 de 10-01 hasta 23-01)